# Helotes (Teksas)
Helotes – miasto w Stanach Zjednoczonych, w stanie Teksas, w hrabstwie Bexar, na przedmieściach San Antonio.

## Demografia
Według przeprowadzonego przez United States Census Bureau spisu powszechnego w 2010 miasto liczyło 7 341 mieszkańców, co oznacza wzrost o 71,3% w porównaniu do roku 2000. Natomiast skład etniczny w mieście wyglądał następująco: Biali 86,8%, Afroamerykanie 2,7%, Azjaci 4,0%, pozostali 6,5%. Kobiety stanowiły 51,1% populacji.